# Zalesie (Rawicz)
Pour les articles homonymes, voir Zalesie.
Zalesie (prononciation : [zaˈlɛɕɛ]) est un village polonais de la gmina de Miejska Górka dans le powiat de Rawicz de la voïvodie de Grande-Pologne dans le centre-ouest de la Pologne.
Il se situe à environ 9 kilomètres à l'est de Miejska Górka (siège de la gmina), à 17 kilomètres au nord-est de Rawicz (siège du powiat) et à 82 kilomètres au sud de Poznań (capitale régionale).
Le village possède une population de 22 habitants en 2015.

## Histoire
De 1975 à 1998, le village faisait partie du territoire de la voïvodie de Leszno.

Depuis 1999, Zalesie est situé dans la voïvodie de Grande-Pologne.